# مدار ۸۰ درجه جنوبی
مدار ۸۰ درجه جنوبی، دایره‌ای از عرض جغرافیایی است که در ۸۰ درجهٔ جنوبی خط استوا  قرار دارد.

## گذر از مناطق
از نصف‌النهار مبدأ شروع می‌شود و به سمت مشرق ۸۰ درجه جنوبی از موارد زیر گذر می‌کند:
| مختصات‌ها                 | کشور، قلمرو یا دریا                                             | توضیحات |
| ------------------------ | --------------------------------------------------------------- | ------- |
| جنوبگان خاوری            | Passing south of Amery Ice Shelf, Wilkes Land and Victoria Land |         |
| یخ‌تاق راس                | Passing south of جزیره راس                                      |         |
| جنوبگان باختری           | Marie Byrd Land                                                 |         |
| Filchner-Ronne Ice Shelf | Berkner Island                                                  |         |